# زن‌واک
زِن‌واک (به انگلیسی: Zenwalk) یک توزیع بر پایه اسلکور است. هدف توسعه دهندگان ایجاد یک سیستم‌عامل سبک و سریع است. این توزیع برای معماری i686 بهینه شده‌است اما روی معماری i486 نیز اجرا می‌شود.